# María de León Bello y Delgado

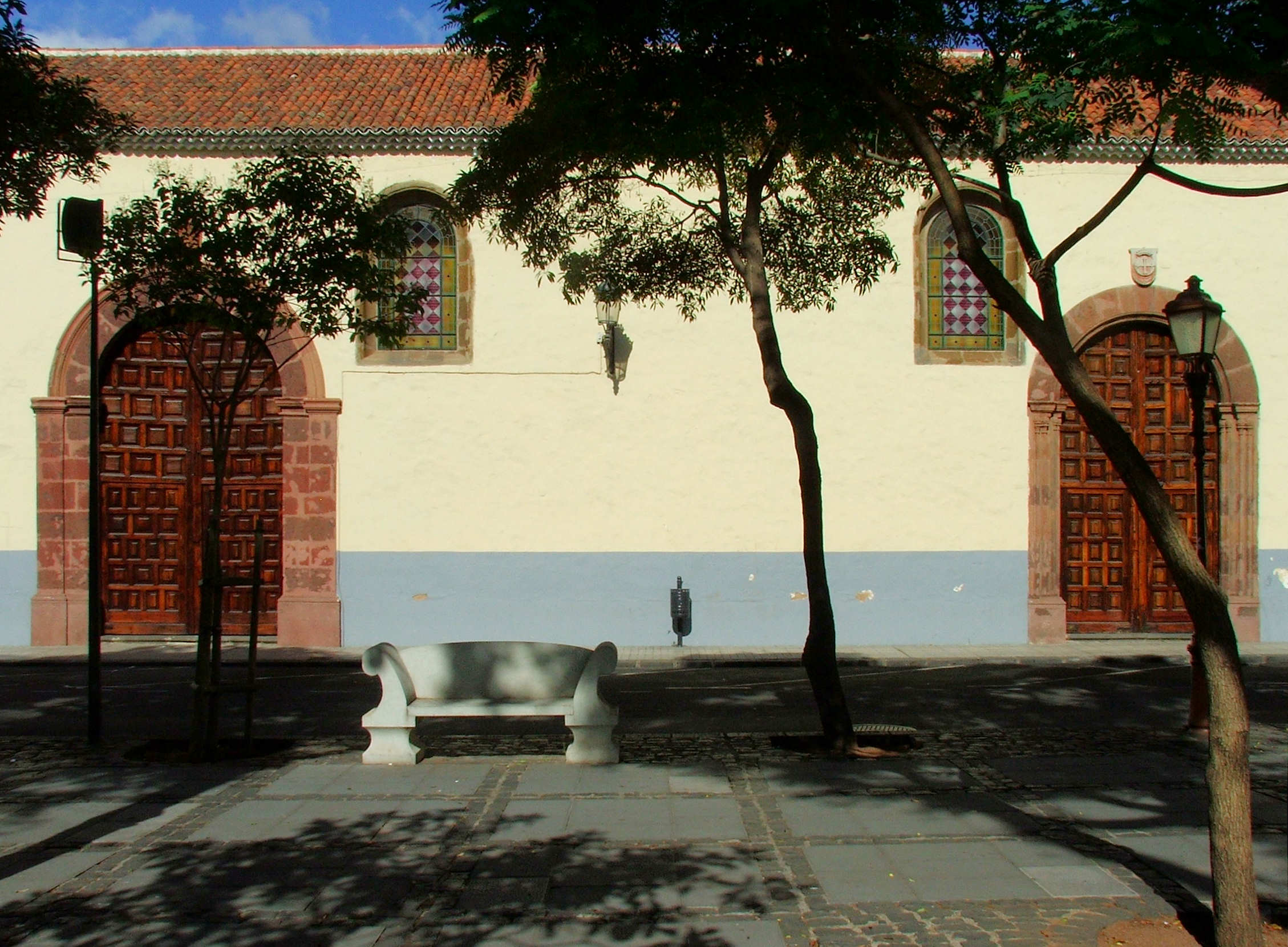
Sziénai Szent Katalin kolostor, San Cristóbal de La Laguna

María de León y Delgado (El Sauzal, Tenerife, 1643. március 23. – San Cristóbal de La Laguna, Tenerife, 1731. február 15.) domonkos rendi római katolikus szerzetesnő és misztikus. Ma is tisztelik a Kanári-szigeteken a „Sor María de Jesús” (Jézus Mária nővér) és a „La Siervita” (a kis szolga) népies néven.

## Élete

### Korai évek
1643. március 23-án született a Kanári-szigetekhez tartozó Tenerife szigeten egy szegény családban.
Már kiskora óta különböző csodák és misztikus jelenségek kísérték; többek között látomásai voltak a kis Jézusról, aki templomba menet ajtót nyitott neki, illetve a legenda szerint létezett egy babérfa, ami csak akkor indult növekedésnek, amikor ő gondozta.
1646-ban meghalt édesapja és a család még nyomorúságosabb körülmények közé került. Édesanyja örökbe adta egy jómódú orvoscsaládnak, hogy jobb élete lehessen, de az örökbefogadó szülők kizsákmányolták, erejét túlhaladó munkákra kényszerítették. El akartak költözni Amerikába María de Leónnal együtt a biológiai anyja beleegyezése nélkül, akinek azonban sikerült visszakapnia a lányát. Hamarosan azonban María anyja meghalt és a lányt először édesanyja egyik jó barátja fogadta be, majd La Orotava-i nagybátyja, ahol María rengeteget segített a farmon.
Nagybátyja és nagynénje először a helyi klarissza kolostorba akarta küldeni, azonban María jobban szeretett volna példaképe, Ávilai Szent Teréz miatt a karmeliták rendjéhez csatlakozni. Mivel a Kanári-szigeteken ekkor még nem volt karmelita kolostor, így végül 1668-ban San Cristóbal de La Laguna város Domonkos-rendi Sziénai Szent Katalin kolostorába lépett be.

### A kolostorban

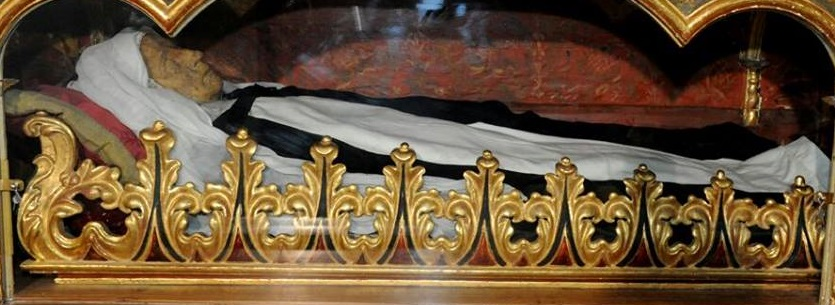
Romlatlan test.

A kolostorban további csodákat művelt és alávetette magát mindenféle testi szenvedésnek; mint például önostorozás, böjtölés, vagy volt, hogy súlyos fakereszttel terhelve járt a kolostor kertjében. Bilokáció csodát is feljegyezték róla; azt a képességet, hogy egyszerre két helyen legyen. Kiemelkednek még María de León csodái közül a látnoki képesség, a vallási eksztázisok és Krisztus szenvedéseinek stigmái.
María de León 1731. február 15-én halt meg.

## Csodák

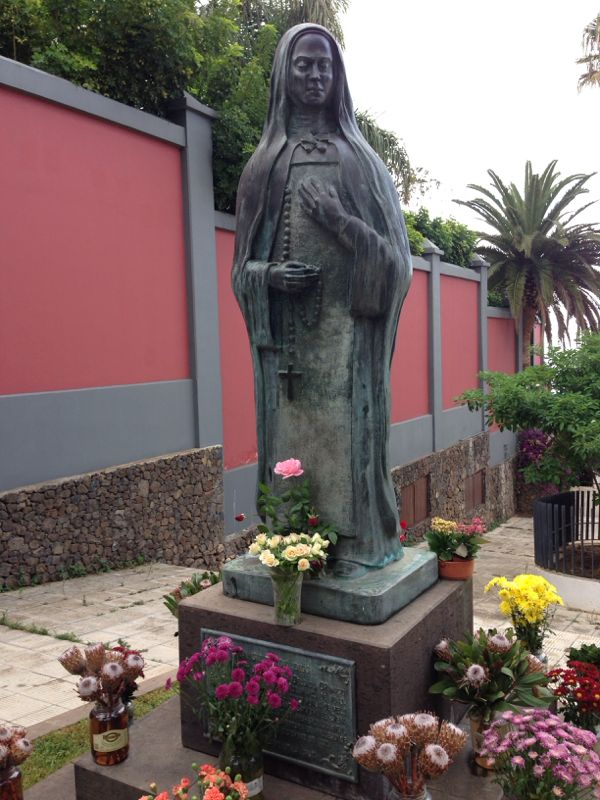
A szülőháza mellett található szobor.

Az apácával kapcsolatban dokumentált csodák:
- Levitáció: a kolostor több apácája megerősítette, hogy María képes volt a levegőben "lebegni"
- Eksztázis: többször érezte és tapasztalta Isten jelenlétét, még halálos ágyán is.
- Bilokáció: dokumentálták olyan esetet, hogy egyszerre két helyen volt jelen
- Hipertermia: testhőmérsékletét megemelve arcából fény sugárzott
- Stigma: halálakor a szívénél egy olyan seb jelent meg, amit leginkább lándzsa okozhatott
- Pszichonikézis: tárgyakat tudott mozgatni a gondolat erejével
- Látnoki képesség

## Utóélete, emlékezete
María de León testét három évvel halála után épségben találták. Jelenleg minden év február 15-én kiállítják a testét a nyilvánosság elé a kolostorban, és ezen a napon sok száz hívő jön el tisztelni az apácát. Jelenleg folyamatban van María de León Bello y Delgado boldoggá és szentté avatása.